# Vasul „Gloria Scott”
Vasul „Gloria Scott” (în engleză The Adventure of the Gloria Scott) este una dintre cele 56 povestiri scurte cu Sherlock Holmes ale lui Sir Arthur Conan Doyle și a cincea povestire din volumul Memoriile lui Sherlock Holmes.
Ea a fost publicată în revista Strand Magazine din aprilie 1893, cu ilustrații de Sidney Paget, apoi în volumul "Memoriile lui Sherlock Holmes" (în engleză The Memoirs of Sherlock Holmes) editat în anul 1894 de George Newnes Ltd din Anglia. Această povestire îi este relatată lui Watson de către Holmes și reprezintă primul caz în care Holmes și-a folosit puterile sale de deducție, transformând într-o profesie ceea ce era până atunci un simplu hobby.

## Rezumat

### Problemă inițială

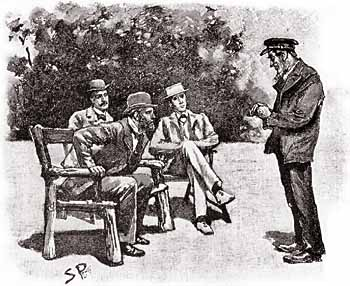
Holmes, Victor Trevor, judecătorul Trevor şi Hudson.

Într-o seară de iarnă, când Holmes și Watson se aflau în apartamentul din 221B Baker Street, Sherlock Holmes decide să-i povestească prietenului său de prima sa anchetă, derulată pe când era încă student la universitate. În anii săi de facultate, Holmes a devenit prieten cu un coleg pe nume Victor Trevor, care l-a invitat să-și petreacă o lună de vacanță pe domeniul tatălui său de la Donnithorpe din comitatul Norfolk.
În timp ce se afla acolo, Holmes și-a impresionat gazda, tatăl lui Victor, care fusese judecător de pace și în plus și proprietar de terenuri. El făcuse avere pe terenurile aurifere din Australia. Una dintre deducțiile lui Holmes a fost că bătrânul domn Trevor a fost odată strâns legat de o persoană cu inițialele J.A. pe care a vrut ulterior să o dea uitării. La auzul acestor cuvinte, gazda sa a leșinat, căzând peste masă. Holmes a atins un punct sensibil, iar bătrânul a explicat că J.A. era o iubire din trecut.
Holmes a înțeles că el a făcut-o pe gazda să-și piardă liniștea și a decis să-și scurteze perioada de ședere în Norfolk. În seara de dinaintea plecării, un bătrân marinar a sosit brusc în casă determinându-l pe bătrânul Trevor să alerge să ia o înghițitură de brandy înainte de a-l saluta. Ei păreau să fi fost vechi cunoștințe, iar domnul Trevor a afirmat că au fost îmbarcați pe același vapor cu aproximativ 30 de ani în urmă; bătrânul judecător i-a promis marinarului că-i va găsi ceva de lucru. Curând după aceea, Holmes și prietenul său l-au găsit pe domnul Trevor beat pe canapeaua din sufragerie. 
Holmes și-a petrecut următoarele șapte săptămâni făcând experimente chimice, dar a primit în mod neașteptat o telegramă în care tânărul Trevor îl implora să se întoarcă în Norfolk. După ce a ajuns acolo, Victor i-a spus lui Holmes că tatăl său era pe moarte ca urmare a unui atac de apoplexie suferit în seara trecută după ce primise o scrisoare. Când au ajuns la casa lui Trevor, ei au aflat că bătrânul judecător murise aproape imediat după ce Victor plecase la gară să-l aducă pe Holmes.
Victor i-a povestit lui Holmnes ce se petrecuse în casa lor în ultimele șapte săptămâni. După ce Holmes a părăsit casa, se pare că acest om bătrân care venise în căutare de lucru și al cărui nume era Hudson s-a dovedit a fi un angajat scăpat de sub control. El a fost angajat mai întâi ca grădinar, iar apoi a fost promovat ca majordom și primea tot ce-și dorea. El și-a luat libertăți de neiertat care ar fi dus, în mod normal la concedierea unui angajat. Adesea era beat. Ceilalți servitori se plângeau de comportamentul lui. Victor a făcut eforturi mari ca să se stăpânească și l-ar fi bătut dacă Hudson ar fi fost mai tânăr. Cu toate acestea, tatăl lui Victor îl lăsa să facă mereu ce voia, fără să-l pedepsească. Auzând că i-a răspuns obraznic tatălui său, Victor l-a luat de guler și l-a dat afară din cameră. În aceeași seară, Hudson a anunțat că va pleca pentru că s-a săturat de Norfolk și urma să plece în comitatul Hampshire pentru a-l vedea pe Beddoes, un alt prieten vechi.
Între timp, prietenul lui Holmes slăbise și părea ros de griji. El a crezut că problema s-a rezolvat după plecarea lui Hudson, dar în seara următoare bătrânul a primit o scrisoare de la Fordingbridge, din comitatul Hampshire. Aceasta conținea un mesaj absurd:
"Jocul de vânătoare s-a apropiat de sfârșit. Paznicul-șef Hudson, credem noi, a primit ordin spus să confiște tot vânatul. Poți șterge din meniu o făzăniță gătită imediat." (în engleză "The supply of game for London is going steadily up. Head-keeper Hudson, we believe, has been now told to receive all orders for fly-paper and for preservation of your hen pheasant's life.")
Mesajul nu-i spunea nimic lui Victor, iar pentru un timp nici Holmes nu a găsit nimic în el, deși bănuia că e vorba de un mesaj cifrat. În cele din urmă, el a găsit cheia. Cuvintele din mesaj trebuiau citite din trei în trei, începând cu primul, ceea ce a dus la un mesaj inteligibil: "Jocul s-a sfârșit. Hudson a spus tot. Șterge-o imediat." (în engleză "The game is up. Hudson told all. Fly for your life.").
Holmes a dedus că bătrânul Trevor era șantajat de Hudson cu o întâmplare din trecutul său. Aflat pe moarte, bătrânul i-a spus doctorului să-i transmită lui Victor că hârtiile se aflau în sertarul din spate al dulăpiorului japonez.

### Corabia Gloria Scott

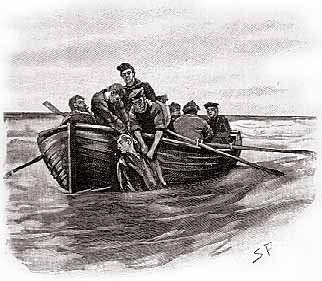
Salvarea lui Hudson de către cei care plecaseră cu barca.

Documentul era o mărturisire. Bătrânul domn Trevor s-a numit în tinerețe James Armitage (inițiale: J.A.) și a lucrat la o bancă din Londra. Având de plată o datorie de onoare, el a delapidat niște bani pe care spera să-i pună la loc. În urma unor ghinioane, a fost depistat în urma unei cercetări premature a conturilor și condamnat pentru delapidare la deportare în Australia.
Îmbarcat în 1855 pe corabia Gloria Scott, care a plecat de la Falmouth spre Australia, Armitage a aflat de la un prizonier vecin că exista o conspirație pentru a prelua controlul asupra navei, care fusese plănuită de 12 condamnați. Vecinul său, Jack Prendergast, care extorcase printr-un sistem ingenios de înșelăciune 250.000 £ de la cei mai mari negustori din Londra. Banii nu fuseseră recuperați, , iar capelanul era un fost complice, care-i era loial. Acesta se dăduse drept preot și se îmbarcase astfel pe corabie, având în ladă destui bani ca să cumpere corabia. Cu acești bani, Prendergast cumpărase cu ei majoritatea echipajului, chiar și ofițeri (printre care secundul Mercer), plus doi temniceri. În zilele de după plecarea corabiei, preotul i-a aprovizionat pe condamnați cu pistoale, cu muniție și cu o pilă. Cei care le stăteau împotrivă erau căpitanul, doi ofițeri, alți doi temniceri, locotenentul Martin cu cei 18 soldați și doctorul. La rândul său, Armitage îl atrăsese în complot și pe vecinul său, Evans, condamnat pentru fals.
Totuși, lucrurile nu au mers conform planului. Atacul a trebuit să fie declanșat înainte de momentul plănuit atunci când medicul navei a descoperit un pistol în timp ce trata un prizonier bolnav. Deținuții au trebuit să acționeze imediat pentru că altfel atacul nu ar mai fi avut loc prin surprindere. Au fost ucise cele două santinele, un caporal și doi soldați. Când au intrat în cabina căpitanului, condamnații l-au văzut pe capelan cu arma fumegândă, în timp ce căpitanul zăcea mort.
În timp ce condamnații își serbau victoria, ei au fost atacați de soldați care au împușcat opt deținuți și pe Wilson, falsul preot. Beneficiind de superioritate numerică, condamnații i-au măcelărit pe soldați și pe locotenent. În viață rămăseseră doar cei doi temniceri, ofițerii din echipaj și doctorul. În privința lor s-a iscat o dispută în rândul condamnaților. Majoritatea foștilor deținuți în frunte cu Prendergast doreau să-i ucidă și pe aceștia pentru a scăpa de martori, dar un mic grup în care se aflau Armitage și Evans nu dorea să mai asiste la o crimă sângeroasă. În această situație, Prendergast le-a pus la dispoziție "dizidenților" o barcă, în care au urcat cinci deținuți și trei marinari, le-a dat acestora un butoi cu apă, două butoaie cu alimente (carne sărată și pesmeți) și o busolă. 
La scurt timp după părăsirea corabiei, cei doi temniceri au fost uciși, ca și un ofițer, iar Prendergast a tăiat cu mâna sa beregata doctorului. Primul ofițer a reușit să scape și s-a scuns în cala de la pupa, unde a aprins un chibrit și a amenințat că va arunca chibritul pe butoiul cu praf de pușcă. O clipă mai târziu a avut loc o puternică explozie, iar corabia a sărit în aer. Barca s-a întors în grabă la locul exploziei, dar nu a găsit în viață decât un singur supraviețuitor, un marinar pe nume Hudson.
În ziua următoare, oamenii din barcă au fost salvați de bricul Hotspur, care mergea în Australia. Ei au afirmat că sunt marinari supraviețuitori ai unei nave de pasageri care naufragiase la 15 latitudine nordică și 25 longitudine vestică. În Australia, Prendergast și-a schimbat numele în Trevor, iar Evans în Beddoes, și s-au îndreptat spre terenurile aurifere. Ambii au revenit în Anglia ca oameni bogați.
Toate au mers bine până când Hudson a apărut brusc. Deoarece nu fusese depusă nicio plângere la poliție care să-i privească pe Trevor și Beddoes, iar Hudson și Evans (Beddoes) dispăruseră amândoi, poliția a fost convinsă că Hudson l-a ucis pe Beddoes, dar Holmes credea că Evans a fost cel care l-a ucis probabil pe Hudson, crezând că acesta a spus totul și a fugit din țară cu banii pe care i-a strâns la repezeală. Beddoes luase amenințarea lui Hudson ca un fapt împlinit și îi trimisese acel mesaj lui Trevor.

## Personaje
- Sherlock Holmes
- doctorul Watson
- Victor Trevor - coleg de facultate cu Holmes
- domnul Trevor/James Armitage - fost judecător de pace și latifundiar, tatăl lui Victor
- Hudson - marinar pe „Gloria Scott”
- Jack Prendergast - escroc care a condus complotul pentru preluarea controlului asupra navei

## Comentariu
Expresia "armă fumegândă" însemnând o vină de netăgăduit este adesea atribuită acestei povestiri. Un pasaj din text se referă la o crimă săvârșită de către un impostor care se dădea drept capelan la bordul navei-închisoare Gloria Scott: "Am dat buzna în cabina căpitanului... el zăcea acolo... în timp ce capelanul stătea cu un pistol fumegând în mână..." Deși este folosit cuvântul pistol, această referință este considerată a fi la originea popularei expresii. La emisiunea americană de televiziune Jeopardy!, indiciul Final Jeopardy de la 19 noiembrie 2007 conținea o trimitere la acest pasaj.
Această povestire cu Sherlock Holmes are multe paralele cu Misterul din Valea Boscombe. În ambele povestiri, unul dintre personajele principale este un om bogat, cu o inimă bună, dar cu un trecut infracțional ascuns, care este șantajat de cineva pe care l-a cruțat în timpul activității sale infracționale și pe care este obligat să-l sprijine. Comportamentele ulterioare ale bărbaților respectivi sunt totuși diferite.

## Discrepanțe
Mărturisirea conținea o notă de subsol mâzgălită de bătrânul Trevor care a înregistrat scrisoarea fatală trimisă lui. Acest lucru contrazice faptul că Trevor nu și-ar fi recăpătat niciodată cunoștința până la sfârșitul vieții sale, moment în care el a dezvăluit unde se aflau hârtiile care conțineau mărturisirea sa.
Data la care are loc această primă aventură a detectivului nu este dată în povestire și nici nu poate fi calculată cu ușurință. Singurele date fixe indicate sunt 8 octombrie 1855, data la care corabia Gloria Scott a părăsit portul Falmouth și 6 noiembrie 1855, data la care corabia a fost distrusă. Când Hudson a ajuns în curtea casei lui Trevor, el exclamă că "ultima dată când v-am văzut a fost în urmă cu treizeci de ani, dacă nu și mai mult". De asemenea, potrivit mărturisirii lui Trevor, Gloria Scott a părăsit portul Falmouth "acum treizeci de ani", mai exact în 1855, ceea ce ar plasa ancheta lui Holmes în 1885 și nu în anii săi de facultate, după cum i-a spus lui Watson. Evaluarea lui Hudson și cea de la începutul mărturisirii sunt deci greșite.
Această eroare de estimare a perioadei este confirmată la sfârșitul mărturisirii, în care bătrânul Trevor scrie că "timp de mai bine de douăzeci de ani am dus o viață pașnică și utilă"; astfel, se poate presupune că data exactă este în jurul anului 1875 sau câțiva ani mai târziu, ceea cee s-ar potrivi cu referirea lui Holmes la anii săi de facultate.

## Adaptări
Această povestire a servit ca sursă de inspirație pentru al 39-lea film cu Sherlock Holmes (filmat în 1923) din seria de filme mute cu Eille Norwood.
Filmul Dressed to Kill (1946) cu Basil Rathbone în rolul lui Holmes și Nigel Bruce în rolul lui Watson este o adaptare foarte vagă a povestirii Vasul „Gloria Scott”.

## Traduceri în limba română
- Vasul Gloria Scott - în volumul "Memoriile lui Sherlock Holmes" (Ed. Junimea, Colecția "Fantomas", Iași, 1970) - traducere de Andrei Bantaș
- Povestea corăbiei Gloria Scott - în volumul "Coama leului" (Casa Editorială Odeon, București, 1991) - traducere de Andrei Bantaș
- Vasul „Gloria Scott” - în volumul "Memoriile lui Sherlock Holmes" (Ed. Aldo Press, București, 2003) - traducere de Luiza Ciocșirescu
- Vasul Gloria Scott - în volumul "Memoriile lui Sherlock Holmes" (Ed. Compania, București, 2009) - traducere de Andrei Bantaș
- Vasul „Gloria Scott” - în volumul "Aventurile lui Sherlock Holmes. Vol II" (Colecția Adevărul, București, 2010) - traducere de Luiza Ciocșirescu
- Vasul „Gloria Scott” - în volumul "Aventurile lui Sherlock Holmes. Vol II" (Colecția Adevărul, București, 2011) - traducere de Luiza Ciocșirescu